# Toots Thielemans
Toots Thielemans (eredeti nevén Jean-Baptiste Frédéric Isidor, Baron Thielemans, (Brüsszel, 1922. április 29.  – 2016. augusztus 22.) belga dzsesszzenész, zeneszerző. Szájharmonikásként és gitárosként volt nevezetes. Álmában halt meg, 94 éves korában.

## Életpályája
Pályafutását gitárosként kezdte. 1949-ben jam sessionben vett részt Párizsban olyan kiváló zenészekkel, mint  Sidney Bechet, Charlie Parker, Miles Davis, Max Roach.
1991. április 15-én Budapesten lépett fel a Vígszínházban.

## Visszavonulása
Egészségügyi okokból kénytelen volt több fellépést lemondani, majd 2014. március 12-én bejelentette visszavonulását.

## Diszkográfia

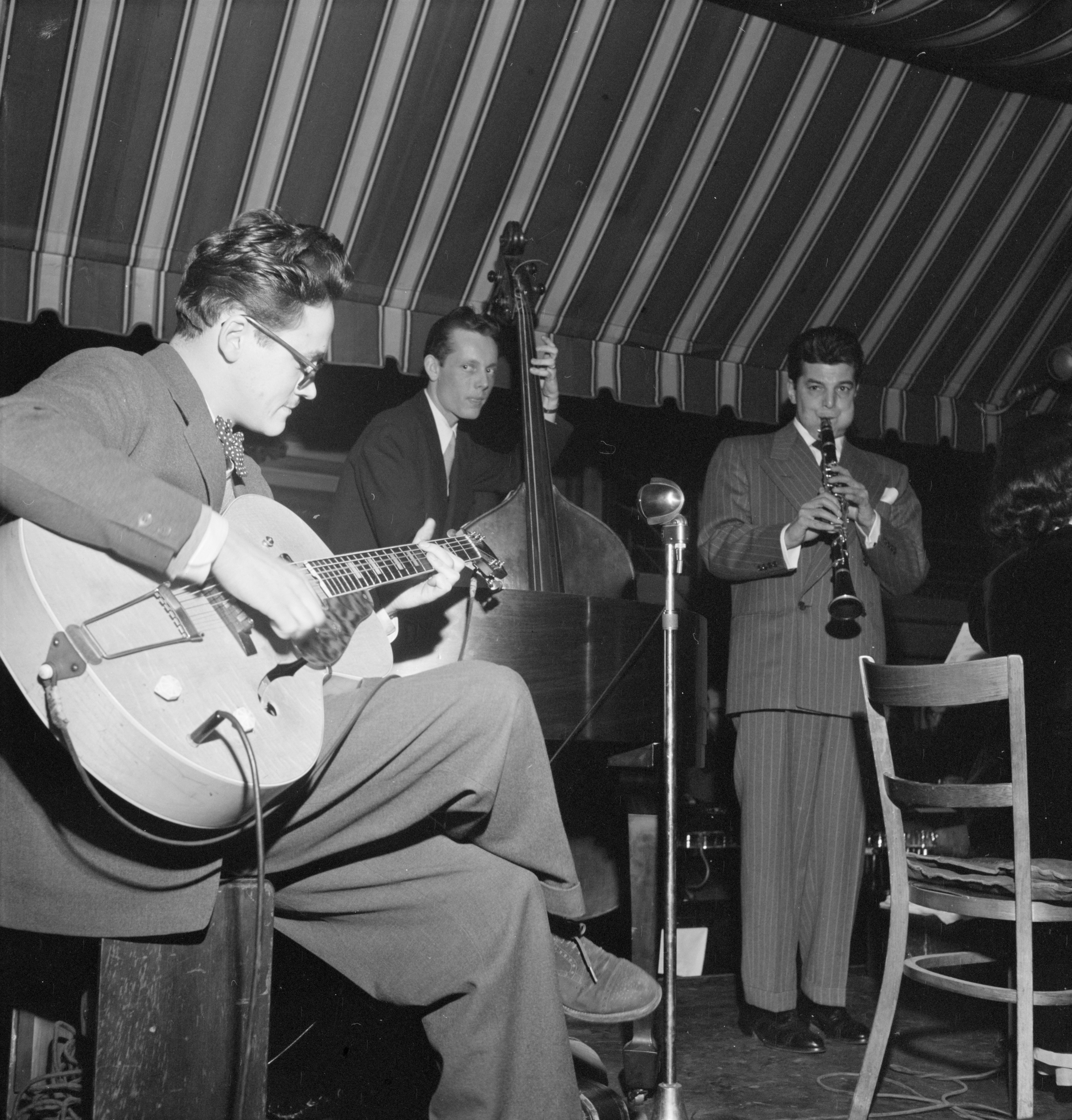
Toots Thielemans (balra) és Joe Marsala (jobbra), 1947 körül. William P. Gottlieb felvétele.

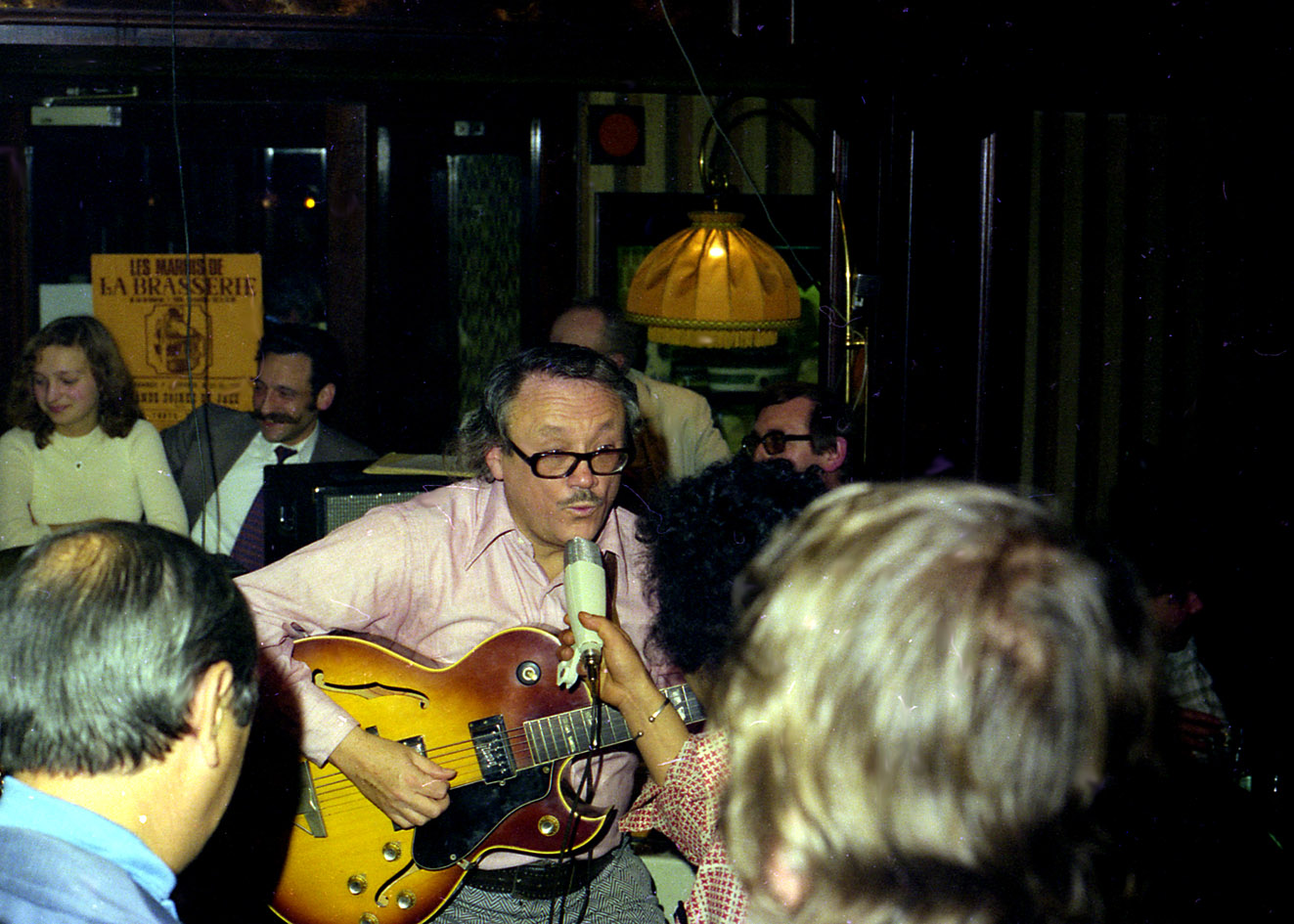
Toots Thielemans 1975-ben

### Legjelentősebb felvételei
- The Sound (Columbia, 1955)
- Time Out for Toots (Decca, 1958)
- Man Bites Harmonica! (Riverside, 1958)
- Soul (1959)
- The Whistler and His Guitar (1964, ABC-Paramount)
- Guitar and Strings...and Things (1967, Command)
- Honeysuckle Rose Aquarela Do Brasil (1969, with Elis Regina, Fontana, Philips)
- Cinderella Liberty (20th Century Fox, 1973)
- Only Trust Your Heart (1988, Concord)
- Footprints (1991, Universal)
- The Brasil Project (1992, BMG)
- The Brasil Project Vol. 2 (1993, BMG)
- Compact Jazz (1993, Verve)
- East Coast, West Coast (1994, Private Music)
- Apple Dimple (1994, Denon)
- Chez Toots (1998, Windham Hill)
- The Live Takes, Vol. 1 (2000, Quetzal Records)
- Hard to Say Goodbye: The Very Best of Toots Thielemans (2000, Universal)
- Toots Thielemans & Kenny Werner (2001, Universal)
- One More for the Road (2006, Verve)
- Yesterday and Today (2012, Disques Dreyfus)

### Más művészek oldalán
Eliane Eliasszal
- Illusions (1986, Denon)
- Bossa Nova Stories (2008, Blue Note)

 Bill Evansszel
- Affinity (Warner Bros., 1979)

 Dizzy Gillespievel
- Digital at Montreux, 1980 (Pablo, 1980)

 Urbie Greennel
- The Fox (CTI, 1976)

 Billy Joellel
- "Leave a Tender Moment Alone" -  An Innocent Man (Columbia, 1983)

 Fumio Karashiával
- Rencontre (1999, Emarcy/Polydor Japan)

 Oscar Petersonnal
- Live at the North Sea Jazz Festival, 1980 (Pablo, 1980)

 Elis Regina~Elis Reginával
- Honeysuckle Rose Aquarela Do Brasil (1969, Philips)

 George Shearinggel és Dakota Statonnal
- In the Night (Capitol, 1958)

 Paul Simonnal
- "Night Game"  - Still Crazy After All These Years (Columbia, 1975)

## Külső hivatkozások
- Hivatalos oldal
- Official MySpace page
- NEA Jazz Masters
- Interview, Artists House
- Toots Thielemans az AllMusicon